# Karoo succulent
Localisation
Le Karoo succulent est une écorégion terrestre aride d'Afrique australe définie par le WWF et considérée par Conservation International comme un point chaud de biodiversité. Elle appartient au biome des déserts et brousses xériques de l'écozone afrotropicale et se partage entre la Namibie et l'Afrique du Sud.

## Définition
Le terme « Karoo succulent » fait référence à la partie occidentale du Karoo et s'oppose donc au Karoo nama, oriental, localisée principalement dans le centre du Cap-du-Nord en Afrique du Sud et dans le Karas oriental de Namibie. Les deux écorégions se distinguent notamment par le régime pluviométrique, de saison froide (« hiver ») dans le Karoo succulent, et de saison chaude (« été ») dans le Karoo nama. Ce dernier, principalement situé sur un plateau, est à une altitude moyenne plus élevée. Cette région recouvre 102 691 km2 de désert dans le Sud-ouest de l'Afrique australe. Plus précisément elle inclut l'ouest de la Province du Karas en Namibie, l'extrême-ouest de la Province du Cap-du-Nord en Afrique du Sud et - sous une forme très éclatée - le nord-ouest et le centre du Cap occidental, allant jusqu'à se prolonger dans le sud-est de cette dernière province.
Il est à noter que l'ensemble de ces deux écorégions englobe la région historique et géographique du Karoo, constituée du Grand Karoo et du Petit Karoo. Le Karoo est entièrement situé en Afrique du Sud occidentale, alors que les deux écorégions, Karoo succulent et Karoo nama, s'étendent au-delà du fleuve Orange et englobent tout l'extrême sud de la Namibie.
Pour ajouter à la confusion, la région du Namaqualand en Afrique du Sud, se situe essentiellement dans l'écorégion du Karoo succulent, et non pas dans l'écorégion du Karoo nama comme son nom pourrait le suggérer.

## Caractéristiques
Cette région est aride, caractéristique qu'elle partage avec le seul autre hotspot entièrement désertique : la Corne de l'Afrique. C'est une région connaissant des précipitations hivernales extrêmement faibles variant sur l'ensemble de la zone de 20 à 290 mm par an. On peut néanmoins diviser cette dernière en deux parties. Premièrement le Namaqualand formant une bande côtière le long de l'océan Atlantique incluant le sud de la Namibie et le Cap-du-Nord. Les précipitations sont concentrées en hiver et le climat chaud est adouci par l'influence de l'océan dont les eaux sont fortement refroidies par le courant de Benguela. De par ce contraste de températures naît un brouillard très abondant à l'abord direct des côtes. La seconde partie appelée Southern Karoo (Karoo du Sud) connaît des précipitations plus irrégulières notamment au printemps et en automne, mais avec des variations climatiques plus marquées que dans le Namaqualand. Cela est dû entre autres à l'éloignement avec la mer et également à la nature plus montagneuse de cette région localisée au nord de la Ceinture plissée du Cap avec des montagnes dépassant par endroits les 1500 m d'altitude, voire approchant les 2000 m dans le Swartberg.
De ce climat résulte une végétation de type xérique constituée de plantes buissonnantes de petite taille avec une abondance de plantes succulentes. Contrairement à certaines régions plus humides comme les savanes, le Karoo possède beaucoup de plantes succulentes naines au port compact, très peu ramifiées et souvent avec des organes de stockage souterrains. On retrouve également de nombreuses espèces de plantes bulbeuses, ainsi que des plantes herbacées notamment dans le Namaqualand où les pluies hivernales permettent une explosion de couleurs sous forme de tapis de fleurs à perte de vue, aussi grandioses qu'éphémères. Les zones montagneuses du Southern Karoo, plus humides, supportent une végétation buissonnante plus dense avec notamment des aloès arborescentes.

## Biodiversité
Malgré sa nature entièrement aride cette région connait l'une des diversités végétales les plus spectaculaires du monde. On y trouve entre autres la flore succulente la plus riche de la planète. De plus ce hotspot dans sa partie sud est particulièrement entrecroisé avec le Royaume floral du Cap. En effet on remarque une très forte affiliation entre les flores de ces deux zones, au point que certains spécialistes affirment que ces deux régions devraient fusionner pour former un nouvel ensemble phytogéographique.
On dénombre pas moins de 6 356 espèces de plantes vasculaires, dont 2 439 sont uniques au Karoo succulent soit un endémisme de 38,4 %. De plus la densité végétale est exceptionnelle avec 70 espèces pour une parcelle de 0,1 hectare. En comparaison les Andes tropicales avec leurs 30 000 espèces de plantes ne possèdent pas plus de 19 espèces de plantes pour une même parcelle. Ces conditions climatiques arides, très anciennes, ont permis une évolution lente et donc une meilleure adaptation des espèces à leur milieu. D'où cette forte radiation évolutive. On retrouve entre autres 80 genres endémiques. Parmi les espèces ou groupes notables citons le Butterboom (Tylecodon paniculatus), dont l'écorce jaunâtre lui a donné son nom (« Arbre à beurre »). Le Pachypodium namaquanum forme tronc épais et hérissé d'épines pouvant atteindre 4m de haut. Il existe également plusieurs espèces d'Euphorbes et d'Aloès remarquables dont quelques espèces arborescentes comme l'Aloe dichotoma. Cependant la plus grande diversification évolutive que connait ce hotspot concerne la famille d'Aizoaceae. En effet 96 % des plantes de cette famille, soit 1782 espèces, sont endémiques aux zones arides d'Afrique australe et par extension au Karoo succulent et aux régions avoisinantes. Parmi les plus connues on retrouve les genres Conophytum, Lithops, Mesembryanthemum, Muiria, Pleiospilos, Titanopsis, etc. ainsi que Carpobrotus edulis, plante aujourd'hui invasive dans la plupart des régions sèches du monde. Concernant les plantes non succulentes on peut noter une grande diversité d'Asteraceae dont la plupart sont annuelles ou du moins émergent très brièvement lors des pluies printanières dans le Namaqualand. C'est aussi le cas pour les nombreuses espèces de plantes bulbeuses: Boophone, Brunsvigia, Daubenya, Geissorhiza, Moraea, Romulea.

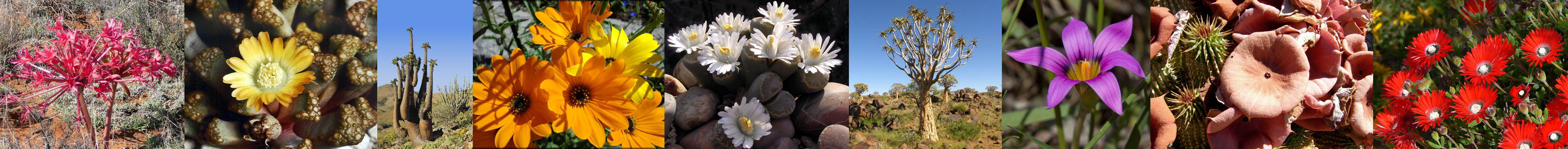
Panorama de la flore du Karoo succulent - De gauche à droite: Brunsvigia orientalis. Titanopsis hugo-schlechteri. Pachypodium namaquanum. Dimorphotheca sinuata. Lithops julii. Aloe dichotoma. Romulea rosea. Hoodia gordonii. Drosanthemum speciosum.

Comparativement on retrouve une diversité animale bien moindre. Cela est dû en partie à la nature aride du site avec une maigre végétation qui empêche les animaux de prospérer. On compte 75 espèces de mammifères, dont 2 espèces endémiques, La Taupe dorée de Winton (Cryptochloris wintoni) et le Rat-taupe du Namaqua (Bathyergus janetta). Il existe en effet peu de grands mammifères dans cette région, même si on peut noter le rare Zèbre de montagne dont on trouve les deux sous-espèces dans ce hotspot: le Zèbre de montagne du Cap (Equus zebra zebra) et le Zèbre de montagne de Hartmann (Equus zebra hartmannae), ainsi que l'Oryx ou le Springbok, tous deux adaptés aux climats arides.
Il existe 225 espèces d'oiseaux, mais seule l'Alouette de Barlow (Certhilauda barlowi) est endémique. Néanmoins le Karoo au sens large comprend beaucoup d'oiseaux endémiques notamment des rapaces, outardes ainsi que plusieurs groupes de passereaux dont plusieurs espèces d'alouettes et de traquets.
16 % des 94 espèces de reptiles sont propres à cette zone. Parmi ces 15 espèces endémiques on retrouve uniquement des lézards et des geckos, dont le Cordyle cataphracte (Cordylus cataphractus) à la peau couverte d'écailles hérissées à la manière d'un bouclier. Il y a également une grande diversité de tortues.
De par sa nature aride il est évident que les amphibiens sont très peu représentés avec seulement 21 espèces dont 1 endémique: le Breviceps macrops qui vit le long des côtes du Namaqualand et s'enfonce dans le sable la journée pour supporter l'aridité. Tout comme les amphibiens les poissons d'eau douce sont rares: seules 28 espèces dont aucune endémique.

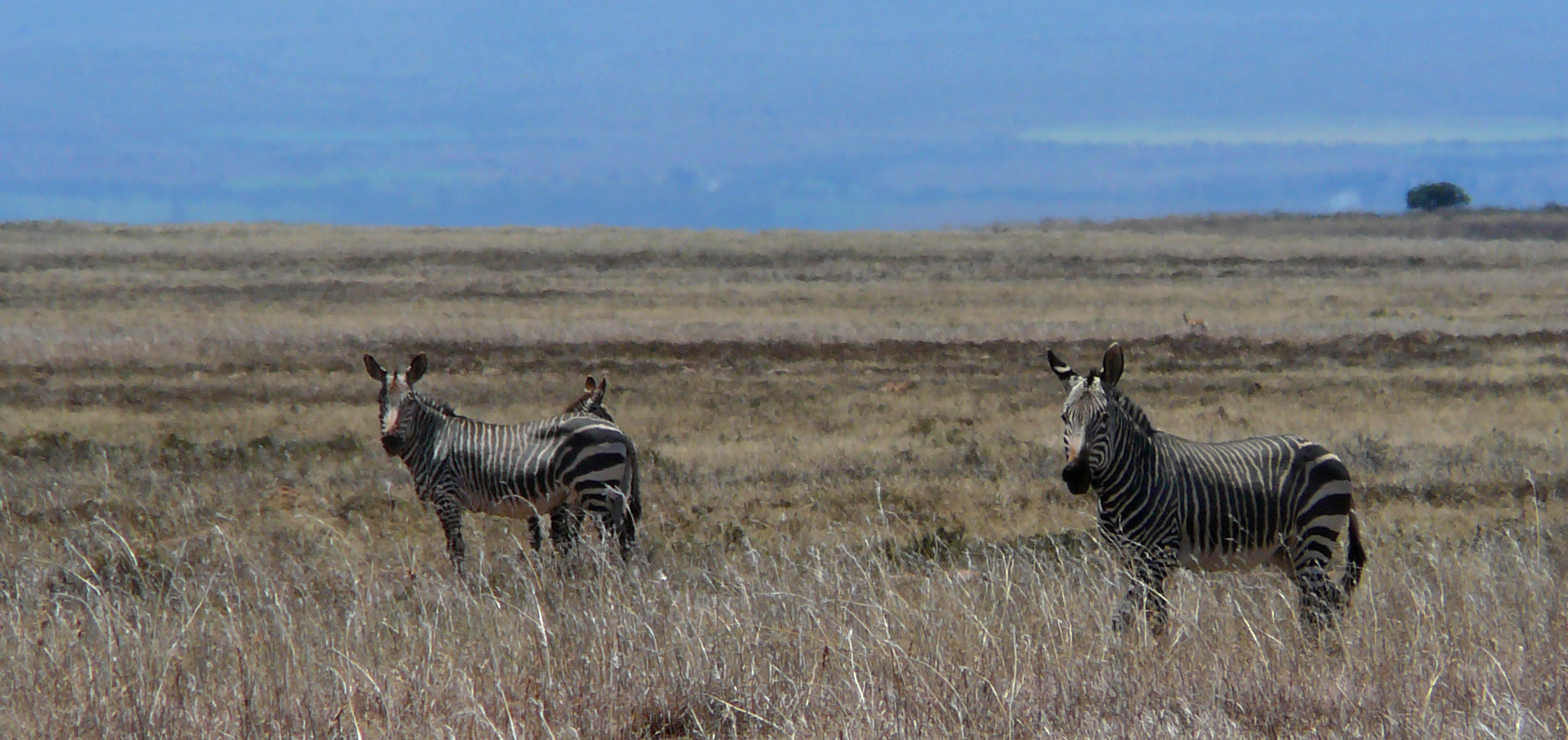
Zèbres de montagne du Cap dans le Parc national des Zèbres de montagne. Bien que ce parc national ne soit pas situé dans la région concernée, cet animal possède une aire de répartition qui englobe le Karoo succulent.

## Menaces et conservation
Contrairement à la plupart des hotspots, le Karoo succulent présente une situation globalement moins préoccupante face à la dégradation des sites naturels et de la végétation en général. Avec une population d'à peine 300 000 habitants pour un territoire de plus de 100 000 km2 et des techniques d’élevage en adéquation avec le rythme de vie de la végétation indigène, il subsiste encore 29 % de cette région dans un état théoriquement intact. Néanmoins les régions côtières ont tendance à être plus affectées. En effet avec des très riches ressources minérales, il apparaît que deux tiers des côtes sud-africaines et la totalité des côtes namibiennes de ce hotspot ont été exploitées pour l'extraction de minerais, notamment autour du delta de la rivière Orange: diamants, or, mais aussi gypse, marbre, uranium, monazite, kaolin, ilménite et titane. L'agriculture dans cette zone est également une menace. La pluviométrie extrêmement faible de la zone empêche toute culture à grande échelle, cependant de nombreux projets de barrages pourraient permettre une agriculture irriguée, qui inexorablement augmenterait la désertification. L'élevage intensif d'autruches est responsable d'une dégradation intense de milliers d'hectares de velds dans le Southern Karoo. Finalement la grande diversité végétale de ce hotspot attire la convoitise de collectionneurs peu scrupuleux.
Paradoxalement pour un espace aussi bien conservé seuls 2,5 % du Karoo succulent - soit 2 560 km2 - sont protégés et à peine 1 890 km2 font partie des catégories I à IV du UICN. Ce qui est d'autant plus étonnant au regard du dense réseau d'espaces protégés en Afrique du Sud. Avec ses 1 624 km2 le parc transfrontalier du ǀAi-ǀAis/Richtersveld est le plus grand parc national de la zone étudiée. Il existe près de 900 espèces de plantes menacées dans ce hotspot et le système de protection actuel ne permet pas d'apporter une protection complète pour l'intégralité de cette biodiversité. Deux importantes initiatives sont notables pour la protection de ce hotspot. Citons la naissance en 1999 du Parc national Namaqua qui protège 700 km2 de prairies arides et de déserts dans le nord-ouest du Cap-du-Nord. Le second projet est la création du SKEP (Succulent Karoo Ecosystem Program) dont le but est une coopération entre scientifiques et propriétaires terriens pour protéger tant les espèces menacées que veiller à l'intégrité des écosystèmes grâce à des techniques de travail plus respectueuse de l'environnement, ainsi qu'éveiller le public aux menaces qui planent sur l'incroyable biodiversité du Karoo succulent.

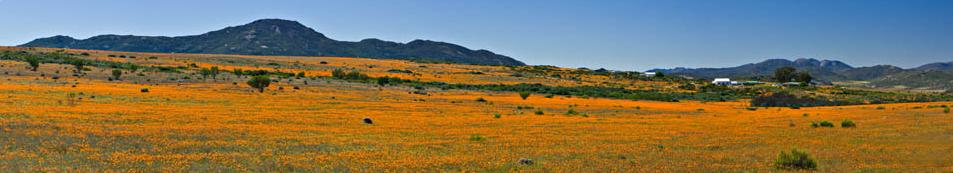
Paysages fleuris du Namaqua National Park